# リバース・ブラス・バンド
リバース・ブラス・バンド（Rebirth Brass Band）は、1983年に結成されたアメリカ合衆国ルイジアナ州ニューオーリンズのブラスバンド。
セカンドラインにジャズ、ソウル、ファンクの影響を受けた、ニューオーリンズの伝統的なブラスバンド音楽（ニューオーリンズ・ブラスバンド）として知られる。

## 概要
フィリップ・フレイジャーと彼の弟、キース・フレイジャーがニューオーリンズトレメ地域のジョセフ・S・クラーク高校在学中の1983年、カーミット・ラフィンズと結成した。
1992年、ラフィンズはバンドのアフリカ・ツアーに参加しないことを決め、円満にバンドを脱退した。その後、彼は自己バンド、バーベキュー・スウィンガーズを結成し、よりトラディショナルなニューオーリンズ・ジャズのスタイルを演奏している。
フィル・フレイジャーは2008年、2018年と脳卒中を患い、バンド活動からは事実上引退状況に追い込まれたものの、現在もメンバーとして名を連ねている。彼は2020年には新型コロナ感染症にも感染したものの、回復している。

## ディスコグラフィ
- 1984年 - Here to Stay! (Arhoolie)
- 1989年 - Feel Like Funkin' It Up (Rounder)
- 1991年 - Do Watcha Wanna (Mardi Gras)
- 1991年 - Rebirth Kickin' It Live (Rounder)
- 1992年 - Take It To The Street (Rounder)
- 1994年 - Rollin' (Rounder)
- 1997年 - We Come To Party (Shanachie)
- 1999年 - Main Event: Live At The Maple Leaf (Louisiana Red Hot)
- 2001年 - Hot Venom (Mardi Gras)
- 2004年 - Rebirth for Life (Tipitinas)
- 2004年 - Ultimate Rebirth Brass Band (Mardi Gras) -ベスト盤
- 2005年 - Throwback (Basin Street) -Kermit Ruffins with the Rebirth Brass Band名義
- 2007年 - Never A Dull Moment: 20 Years of the Rebirth Brass Band (DVD)
- 2008年 - 25th Anniversary (Rebirth Brass Band)
- 2011年 - Rebirth of New Orleans (Basin Street)
- 2014年 - Move Your Body (Basin Street)